# La zurra
La zurra (La Fessée en su versión original) es una obra de teatro de Jean de Létraz, que data de 1936 y fue estrenada en España en 1974.

## Argumento
La obra comienza con la golpiza (la zurra del título) que Lucien un hombre modesto que trabaja de contratista propina a su mujer, una elegante dama de la nobleza llamada Hermine de Saint Alba. Sin embargo, este desagradable incidente, será reproducido por el vecino del piso de enfrente a través de unas fotos. La pareja hará todo lo posible para recuperar las fotos e impedir que éstas sean mostradas al mundo, dando lugar a los más divertidos enredos y líos inimaginables.

## Representaciones destacadas
- Teatro Barcelona, Barcelona, 3 de agosto de 1974.
  - Dirección: Carlos Vasallo.
  - Escenografía: Carlos Vasallo.
  - Intérpretes: José Calvo, Lilí Murati, Simón Cabido, Mercedes Barranco, Beatriz Carvajal, José María Pou, Maruja Recio, Teresa Velázquez.
- Teatro Benavente, Madrid, 2 de mayo de 1975.
  - Dirección: José Calvo.
  - Escenografía: Carlos Vasallo.
  - Intérpretes: José Calvo, María Isbert, Mercedes Barranco, Maruja Recio, José María Pou, Enrique Menéndez.